# Typhedanus
Typhedanus este un gen de fluturi din familia Hesperiidae. 

## Specii
- Typhedanus ampyx  (Godman & Salvin, [1893]) Venezuela până în Mexic, Amazon
- Typhedanus aziris (Hewitson, 1867) Brazilia (Rio de Janeiro)
- Typhedanus crameri McHenry, 1960 America Centrală, Surinam
- Typhedanus cursinoi Mielke, 1979 Brazilia (Bahia).
- Typhedanus eliasi  Mielke, 1979 Brazilia (Espírito Santo)
- Typhedanus galbula  (Plötz, 1880) Brazilia (Pará)
- Typhedanus optica Evans, 1952
- T. optica optica Guyana
- T. optica goya  Evans, 1952 Brazilia (Goiás)
- Typhedanus salas  Freeman, 1977 Mexic
- Typhedanus stylites (Herrich-Schäffer, 1869) Brazilia
- Typhedanus umber  (Herrich-Schäffer, 1869) Venezuela
- Typhedanus undulatus (Hewitson, 1867) Mexic, Brazilia, Venezuela, Columbia